# Geras (mythologie)
Geras (Oudgrieks: Γῆρας) was in de Griekse mythologie een zoon van Nyx en was de god van de ouderdom tegenover hem stond Hebe, de godin van de jeugd. Zijn Romeinse tegenhanger was Senectus.
Apate · Eris · Geras · Hypnos · Momus · Moros · Nemesis · Philotes · Thanatos